# Thohoyandou
Thohoyandou è una città del Sudafrica, ex capitale del bantustan Venda (dal nome del popolo Venda o VheVenda) situato a nord della provincia del Limpopo. Il suo nome in lingua venda significa "testa di elefante". Attualmente è la sede amministrativa e legislativa della municipalità distrettuale di Vhembe. La città è ricca di complessi commerciali, un interessante museo, alberghi e un casinò di standard internazionali; è inoltre la sede dell'Università di Venda (University of Venda).
Thohoyandou è situata sulla strada principale tra Louis Trichardt e il Parco Nazionale Kruger in una zona ricca di piantagioni di banane, frutta tropicale, tabacco e mais.